# فاطما گیریک
فاطما گیریک (به ترکی استانبولی: Fatma Girik)؛ (۱۲ دسامبر ۱۹۴۲ – ۲۴ ژانویهٔ ۲۰۲۲) بازیگر و سیاستمدار ترک بود.

## زندگی‌نامه
فاطما گیریک در ۱۲ دسامبر ۱۹۴۲ در استانبول زاده شد او از دبیرستان دخترانه Cağaloğlu در استانبول دانش‌آموخته شد. نخستین حضور او در مقابل دوربین به عنوان یک خانم در حال قدم زدن در فیلم Günahkar Baba (پدر گناهکار) اثر آرشاویر الیاناک بود.
فاطما گیریک پس از مدتی بازی در نقش‌های کوچک، نقش بزرگی در فیلم در Leke (لکه) به کارگردانی سیفی هاوائری در سال ۱۹۵۸ بازی کرد. سه سال بعد با بازی در فیلم مرگ در تعقیب ما است ساخته ممدوح اون به یک ستاره شناخته در سینما تبدیل شد. فاطما گیریک در بیش از ۱۸۰ فیلم بازی کرد. او بعداً وارد عرصه سیاست شد و بین سال‌های ۱۹۸۹ تا ۱۹۹۴ شهردار منطقه شیشلی در استانبول شد. او پس از پایان دوره شهرداری، تنها در چند مجموعه تلویزیونی بازی کرد.
فاطما گیریک به همراه هولیا کوچ‌ایگیت، فیلیز آکین، و تورکان شورای نماد دوران طلایی در سینمای ترکیه هستند. او به عنوان یکی از چهار بازیگر زن مهم سینمای ترکیه شناخته می‌شود. جنید آرکین و فاطما گیریک یکی از بهترین همکاری‌ها در سینمای به نام یشیل‌چام را داشتند.
گیرلیک در استانبول بر اثر نارسایی چندعضوی به دلیل کووید ۱۹ در ۲۴ ژانویه ۲۰۲۲ در سن ۷۹ درگذشت.

## در ایران
فاطما گیریک در فیلم‌هایی از او که در ایران پخش می‌شد با نام نازنین شناخته می‌شد.

## گزیده فیلم‌شناسی
- اسیر خشم (۱۳۴۹)